# John Eldon Gorst
Pour les articles homonymes, voir John Gorst et Gorst.
John Eldon Gorst, (24 mai 1835 - 4 avril 1916) est un avocat et homme politique britannique. Il est solliciteur général de 1885 à 1886 et vice-président de la commission de l'éducation entre 1895 et 1902. 

## jeunesse et éducation
Il est né à Preston, Lancashire, le fils d'Edward Chaddock Gorst, qui prend le nom de Lowndes en héritant du domaine familial en 1853. Il est diplômé de St John's College, Cambridge, en 1857, et est admis à une bourse. 

## Nouvelle-Zélande
Après avoir commencé à étudier pour le barreau de Londres, la maladie et la mort de son père le conduisent à voyager en Nouvelle-Zélande. Les Maoris avaient alors créé leur propre roi dans le district de Waikato et Gorst, qui s'est lié d'amitié avec le chef Tamihana (William Thomson), connu sous le nom de faiseur de rois, crée une école de métiers maorie à Te Awamutu et est un intermédiaire entre les Maoris et le gouvernement. George Grey le fait inspecteur des écoles, puis magistrat résident, et finalement commissaire civil à Upper Waikato, que les Maoris Kingites considèrent comme leur propre terre. L'influence de Tamihana assure sa sécurité au début du conflit lorsque le chef Rewi Maniapoto de la tribu Ngati Maniapoto et ses guerriers tentent de tuer Gorst. Gorst est prévenu qu'ils ont réussi à détruire l'école de commerce, à détruire une imprimerie et à effrayer tous les colons du Waikato où ils vivaient paisiblement depuis 1830. Cet incident et l'embuscade et le meurtre de troupes britanniques marchant le long d'une plage près de New Plymouth, conduisent à un redémarrage de la guerre entre le mouvement du roi maori et le gouvernement néo-zélandais en 1863. En 1884, il accueille le roi maori quand lui et son parti viennent en Angleterre pour chercher une audience avec la reine Victoria sur des questions liées à la terre. À cette époque, Gorst est membre de la Ligue libérale de protection des aborigènes. En 1908, il publie un recueil de souvenirs, sous le titre de Nouvelle-Zélande revisitée: les souvenirs des jours de ma jeunesse.  

## Carrière politique et juridique
Gorst retourne ensuite en Angleterre et est admis au barreau à Inner Temple en 1865, devenant conseiller de la reine en 1875. Il se présente sans succès à Hastings en tant que conservateur aux élections générales de 1865  mais l'année suivante, il entre au Parlement en tant que député de Cambridge. Il est président de la réunion inaugurale de l'Union nationale des associations conservatrices et constitutionnelles en novembre 1867 Il n'est pas réélu aux élections générales de 1868. Après la défaite conservatrice de cette année-là, Benjamin Disraeli lui confie la réorganisation de l'appareil du parti et, en cinq ans de dur labeur, il ouvre la voie au succès des conservateurs aux élections générales de 1874. 
Lors d'une élection partielle en 1875, Gorst entre au Parlement en tant que député de Chatham, qu'il continue de représenter jusqu'en 1892. Il rejoint Henry Drummond-Wolff, Randolph Churchill et Arthur Balfour au sein du Quatrième Parti en tant que défenseur de la Conservatisme one-nation. Lorsque les conservateurs arrivent au pouvoir en 1885 sous Lord Salisbury, il est nommé solliciteur général et fait chevalier. Le gouvernement tombe en janvier 1886, mais lorsque les conservateurs reviennent au pouvoir, en juillet de la même année, il est nommé Sous-secrétaire d'État à l'Inde par Salisbury. Il est admis au Conseil privé en 1890 et l'année suivante, il devient secrétaire financier du Trésor, poste qu'il occupe jusqu'en 1892. Entre 1888 et 1891, il est également vice-président des comités à la Chambre des communes. 
Aux élections générales de 1892, Gorst est l'un des deux députés de l'Université de Cambridge. Lors de la formation de la troisième administration de Salisbury en 1895, il devient vice-président de la commission de l'éducation où il reste jusqu'en août 1902, date à laquelle le poste est renommé président du Board of Education. Cependant, il n'a jamais été membre du Cabinet. 
Gorst reste attaché aux principes de la démocratie tory qu'il a défendu à l'époque du Quatrième Parti, et continue de s'intéresser activement au logement des pauvres, à l'éducation et à la garde de leurs enfants, et aux questions sociales en général, à la fois au Parlement et dans la presse. Cependant, il devient extrêmement indépendant dans son action politique. Il s'oppose aux propositions de réforme tarifaire de Joseph Chamberlain et, aux élections générales de 1906, il se présente comme libre-échangiste indépendant, mais arrive troisième, derrière les deux candidats unionistes officiels, et perd son siège. Il se retire ensuite de la vice-présidence de la Primrose League, dont il est l'un des fondateurs, au motif qu'elle ne représente plus la politique de Benjamin Disraeli. En 1910, il se présente à Preston en tant que libéral, mais n'est pas élu. 

## Famille
Il épouse Mary Elizabeth Moore à Geelong en 1860; ils se sont rencontrés sur la veste rouge voyageant d'Angleterre à Melbourne. Leur fils aîné, Eldon Gorst (en), est consul général en Égypte. Gorst est décédé à Londres en avril 1916, à l'âge de 80 ans, et repose dans le cimetière de St Andrew, Castle Combe, Wilts. Un compte rendu de ses liens avec Lord Randolph Churchill est relaté dans le Quatrième Parti (1906), par son fils cadet, Harold E. Gorst. 

## Publications
- John Eldon Gorst, Gorst, John Eldon, Sir, 1835-1916, New Zealand Revisited, Sir Isaac Pitman and Sons, 1908 (lire en ligne)